# Che differenza c'è
Che differenza c'è è un brano di Biagio Antonacci estratto come quarto singolo discografico dall'album 9/NOV/2001 del 2001.
Il brano è stato scritto da Biagio Antonacci e co-prodotto insieme a Stefano De Maio.
Il video musicale realizzato per Che differenza c'è è stato diretto da Gaetano Morbioli.

## Tracce
CD Single
1. Che differenza c'è (Edit version)